# Norwood (Missouri)
Norwood is een plaats (city) in de Amerikaanse staat Missouri, en valt bestuurlijk gezien onder Wright County.

## Demografie
Bij de volkstelling in 2000 werd het aantal inwoners vastgesteld op 552.
In 2006 is het aantal inwoners door het United States Census Bureau geschat op 579, een stijging van 27 (4,9%).

## Geografie
Volgens het United States Census Bureau beslaat de plaats een oppervlakte van
4,1 km², geheel bestaande uit land. Norwood ligt op ongeveer 463 m boven zeeniveau.

## Plaatsen in de nabije omgeving
De onderstaande figuur toont nabijgelegen plaatsen in een straal van 28 km rond Norwood.